# Wilfried Krätzig
Wilfried B. Krätzig (* 8. November 1932 in Hamburg; † 7. März 2017) war ein deutscher Bauingenieur und Professor für Statik und Dynamik an der Ruhr-Universität Bochum.

## Leben
Wilfried Krätzig studierte von 1952 bis 1957 Bauingenieurwesen an der TH Hannover und war danach bei der Firma Züblin. Ab 1962 war er Assistent und später Oberingenieur und Dozent am Institut für Massivbau der TH Hannover bei Wolfgang Zerna, bei dem er 1965 promoviert wurde (Zum Randwertproblem der flachen Kugelschale unter Normalbelastung und stationären Temperaturfeldern) und sich 1968 habilitierte (Beitrag zu einer linearen Approximation der Stabilitätstheorie elastischer Flächentragwerke). 1969/70 war er Gastprofessor (Visiting Associate Professor) an der University of California, Berkeley. 1970 wurde er Professor für Statik und Dynamik an der Ruhr-Universität Bochum im von Zerna geleiteten Institut für Konstruktiven Ingenieurbau. 1998 emeritierte er.
Er veröffentlichte über 250 Fachartikel und sieben Fachbücher und gilt in Deutschland als einer der Begründer numerischer Simulationsverfahren in Statik und Dynamik.
Er war Gastprofessor in Berkeley (1978), Florenz (1990) und an der Chuang-Yuan Christian University in Chung-Li. Er war korrespondierendes Mitglied der Braunschweigischen Wissenschaftlichen Gesellschaft, deren Carl-Friedrich-Gauß-Medaille er 1991 erhielt. Neben anderen Ehrendoktoraten erhielt er 1994 die Ehrendoktorwürde der TU Dresden und im selben Jahr den Max-Planck-Forschungspreis. 2003 erhielt er das Ehrenzeichen des VDI.
Er betrieb in Bochum das Ingenieurbüro Krätzig und Partner.

## Schriften
- mit Reinhard Harte, Konstantin Meskouris, Udo Wittek: Tragwerke, 2 Bände, Springer Verlag 2010 (zuerst 1990)
- mit Yavuz Baṣar: Theory of Shell Structures, VDI Verlag 2000
- als Herausgeber: Dynamics of Civil Engineering Structures, Balkema, Rotterdam 1996
- als Herausgeber Structural Dynamics, Proc. Eurodyn 90, Balkema, Rotterdam, 1991
- Herausgeber mit E. Oñate Computational Mechanics of Nonlinear Response to Shells, Springer Verlag 1990
- mit Yavuz Baṣar Mechanik der Flächentragwerke : Theorie, Berechnungsmethoden, Anwendungsbeispiele, Vieweg 1985
- Große Naturzugkühltürme : Bauwerke der Energie- und Umwelttechnik, Opladen, Westdeutscher Verlag 1984
- mit Konstantin Meskouris Vereinfachte Erdbebenberechnung von Naturzugkühltürmen,  Technisch-wissenschaftliche Mitteilungen, Institut für konstruktiven Ingenieurbau, Ruhr-Universität Bochum, 1978
- mit R. Harnach Allgemeine Theorie geometrisch nichtlinearer, insbesondere leichter Flächentragwerke, Technisch-wissenschaftliche Mitteilungen, Institut für konstruktiven Ingenieurbau, Ruhr-Universität Bochum, 1976
- Thermodynamics of deformations and shell theory, Technisch-wissenschaftliche Mitteilungen, Institut für konstruktiven Ingenieurbau, Ruhr-Universität Bochum, 71,3, 1971